# Enrique Armando Salazar Abaroa
Enrique Armando Salazar Abaroa fue un político mexicano, miembro del Partido de la Revolución Democrática. Nació el 6 de marzo de 1952. Se tituló en la licenciatura en derecho con la tesis Derecho Político Parlamentario. Principios, valores y fines. De 1974 a 1975 fue presidente de la Federación de Estudiantes Colimenses. Salazar Abaroa fue doctor en Derecho por la Universidad Nacional Autónoma de México. Se desempeñó como subsecretario del CEN del PRD. Fue delegado del ISSSTE en Guerrero y supervisor de ese mismo instituto en Colima. Fue vicepresidente del Instituto Nacional de Administración Pública y presidente del Instituto de Administración Pública del Estado de Colima (IAPEC). Fue diputado al Congreso de Colima en la LII Legislatura del Congreso del Estado de Colima, donde fue presidente del Congreso estatal. En los últimos años fue analista político y columnista del Diario de Colima y Diario Avanzada.
Falleció el 14 de septiembre de 2011 víctima de un infarto.